# Liste der Nummer-eins-Hits in der Schweiz (1984)
Diese Liste enthält alle Nummer-eins-Hits in der Schweiz im Jahr 1984. Sie basiert auf den Top 30 Singles und Top 30 Alben der offiziellen Schweizer Hitparade. Es gab in diesem Jahr 13 Nummer-eins-Singles und 16 Nummer-eins-Alben.

## Singles
| ← 1983 ← | Liste der Nummer-eins-Hits in der Schweiz | Liste der Nummer-eins-Hits in der Schweiz | Liste der Nummer-eins-Hits in der Schweiz                                             | 1985 →                    |
| \| Zeitraum \| Wo. ges. \| Interpret \| Titel Autor(en) \| Zusätzliche Informationen \| \| (Zeitraum, Wochen auf Platz eins, Interpret, Titel, Autor[en], zusätzliche Informationen) \| \| \| \| \| \| ----------------------------------------------------------------------------------------- \| -------- \| ------------------------------ \| ------------------------------------------------------------------------------------- \| ------------------------- \| \| 4. Dezember 1983 – 7. Januar 1984 5 Wochen \| 5 \| Paul Young \| Come Back and Stay Jack N. Lee \| – \| \| 8. Januar 1984 – 28. Januar 1984 3 Wochen \| 3 \| Nena \| ? (Fragezeichen) Musik: Jörn Uwe Fahrenkrog-Petersen; Text: Nena Kerner \| – \| \| 29. Januar 1984 – 3. März 1984 5 Wochen \| 5 \| Nino de Angelo \| Jenseits von Eden Christopher J. Evans Ironside, Kurt Gebegern \| – \| \| 4. März 1984 – 14. April 1984 6 Wochen \| 6 \| Frankie Goes to Hollywood \| Relax Musik: Peter Gill, William Johnson, Mark William O’Toole; Text: William Johnson \| – \| \| 15. April 1984 – 21. April 1984 1 Woche \| 1 \| Stefan Waggershausen und Alice \| Zu nah am Feuer Stefan Waggershausen, Alice Visconti \| – \| \| 22. April 1984 – 19. Mai 1984 4 Wochen \| 4 \| Alphaville \| Big in Japan Musik: Marian Gold, Frank Mertens, Bernhard Lloyd; Text: Marian Gold \| – \| \| 20. Mai 1984 – 23. Juni 1984 5 Wochen \| 5 \| Lionel Richie \| Hello Lionel B. Richie \| – \| \| 24. Juni 1984 – 30. Juni 1984 1 Woche (insgesamt 8) \| 8 \| Laura Branigan \| Self Control Musik: Giancarlo Bigazzi, Raffaele Riefoli; Text: Steve Piccolo \| – \| \| 1. Juli 1984 – 7. Juli 1984 1 Woche \| 1 \| Raf \| Self Control Musik: Giancarlo Bigazzi, Raffaele Riefoli; Text: Steve Piccolo \| – \| \| 8. Juli 1984 – 25. August 1984 7 Wochen (insgesamt 8) \| 8 \| Laura Branigan \| Self Control Musik: Giancarlo Bigazzi, Raffaele Riefoli; Text: Steve Piccolo \| – \| \| 26. August 1984 – 29. September 1984 5 Wochen \| 5 \| Talk Talk \| Such a Shame Mark David Hollis \| – \| \| 30. September 1984 – 27. Oktober 1984 4 Wochen \| 4 \| George Michael \| Careless Whisper George Michael, Andrew J. Ridgeley \| – \| \| 28. Oktober 1984 – 24. November 1984 4 Wochen \| 4 \| Stevie Wonder \| I Just Called to Say I Love You Stevie Wonder \| – \| \| 25. November 1984 – 5. Januar 1985 6 Wochen \| 6 \| Jermaine Jackson & Pia Zadora \| When the Rain Begins to Fall Michael Robert Bradley, Peggy March, Steve Wittmack \| – \| |                                           |                                           |                                                                                       |                           |
| ← 1983 |                                           |                                           |                                                                                       | → 1985 →                  |
| Zeitraum | Wo. ges.                                  | Interpret                                 | Titel Autor(en)                                                                       | Zusätzliche Informationen |
| (Zeitraum, Wochen auf Platz eins, Interpret, Titel, Autor[en], zusätzliche Informationen) |                                           |                                           |                                                                                       |                           |
| 4. Dezember 1983 – 7. Januar 1984 5 Wochen | 5                                         | Paul Young                                | Come Back and Stay Jack N. Lee                                                        | –                         |
| 8. Januar 1984 – 28. Januar 1984 3 Wochen | 3                                         | Nena                                      | ? (Fragezeichen) Musik: Jörn Uwe Fahrenkrog-Petersen; Text: Nena Kerner               | –                         |
| 29. Januar 1984 – 3. März 1984 5 Wochen | 5                                         | Nino de Angelo                            | Jenseits von Eden Christopher J. Evans Ironside, Kurt Gebegern                        | –                         |
| 4. März 1984 – 14. April 1984 6 Wochen | 6                                         | Frankie Goes to Hollywood                 | Relax Musik: Peter Gill, William Johnson, Mark William O’Toole; Text: William Johnson | –                         |
| 15. April 1984 – 21. April 1984 1 Woche | 1                                         | Stefan Waggershausen und Alice            | Zu nah am Feuer Stefan Waggershausen, Alice Visconti                                  | –                         |
| 22. April 1984 – 19. Mai 1984 4 Wochen | 4                                         | Alphaville                                | Big in Japan Musik: Marian Gold, Frank Mertens, Bernhard Lloyd; Text: Marian Gold     | –                         |
| 20. Mai 1984 – 23. Juni 1984 5 Wochen | 5                                         | Lionel Richie                             | Hello Lionel B. Richie                                                                | –                         |
| 24. Juni 1984 – 30. Juni 1984 1 Woche (insgesamt 8) | 8                                         | Laura Branigan                            | Self Control Musik: Giancarlo Bigazzi, Raffaele Riefoli; Text: Steve Piccolo          | –                         |
| 1. Juli 1984 – 7. Juli 1984 1 Woche | 1                                         | Raf                                       | Self Control Musik: Giancarlo Bigazzi, Raffaele Riefoli; Text: Steve Piccolo          | –                         |
| 8. Juli 1984 – 25. August 1984 7 Wochen (insgesamt 8) | 8                                         | Laura Branigan                            | Self Control Musik: Giancarlo Bigazzi, Raffaele Riefoli; Text: Steve Piccolo          | –                         |
| 26. August 1984 – 29. September 1984 5 Wochen | 5                                         | Talk Talk                                 | Such a Shame Mark David Hollis                                                        | –                         |
| 30. September 1984 – 27. Oktober 1984 4 Wochen | 4                                         | George Michael                            | Careless Whisper George Michael, Andrew J. Ridgeley                                   | –                         |
| 28. Oktober 1984 – 24. November 1984 4 Wochen | 4                                         | Stevie Wonder                             | I Just Called to Say I Love You Stevie Wonder                                         | –                         |
| 25. November 1984 – 5. Januar 1985 6 Wochen | 6                                         | Jermaine Jackson & Pia Zadora             | When the Rain Begins to Fall Michael Robert Bradley, Peggy March, Steve Wittmack      | –                         |

## Alben
| ← 1983 ← | Liste der Nummer-eins-Hits in der Schweiz | Liste der Nummer-eins-Hits in der Schweiz | Liste der Nummer-eins-Hits in der Schweiz | 1985 →                    |
| \| Zeitraum \| Wo. ges. \| Interpret \| Titel \| Zusätzliche Informationen \| \| (Zeitraum, Wochen auf Platz eins, Interpret, Titel, zusätzliche Informationen) \| \| \| \| \| \| ------------------------------------------------------------------------------ \| -------- \| ------------------------- \| ----------------------- \| ------------------------- \| \| 25. Dezember 1983 – 21. Januar 1984 4 Wochen \| 4 \| Rondò Veneziano \| Venezia 2000 \| – \| \| 22. Januar 1984 – 28. Januar 1984 1 Woche \| 1 \| (Soundtrack) \| Staying Alive \| – \| \| 29. Januar 1984 – 4. Februar 1984 1 Woche \| 1 \| London Symphony Orchestra \| New Classic Rock \| – \| \| 5. Februar 1984 – 11. Februar 1984 1 Woche \| 1 \| Paul Young \| No Parlez \| – \| \| 12. Februar 1984 – 17. März 1984 5 Wochen \| 5 \| Nena \| ? (Fragezeichen) \| – \| \| 18. März 1984 – 28. April 1984 6 Wochen (insgesamt 7) \| 7 \| The Alan Parsons Project \| Ammonia Avenue \| – \| \| 29. April 1984 – 5. Mai 1984 1 Woche \| 1 \| Barclay James Harvest \| Victims of Circumstance \| – \| \| 6. Mai 1984 – 12. Mai 1984 1 Woche (insgesamt 7) \| 7 \| The Alan Parsons Project \| Ammonia Avenue \| – \| \| 13. Mai 1984 – 19. Mai 1984 1 Woche \| 1 \| Gianna Nannini \| Puzzle \| – \| \| 20. Mai 1984 – 23. Juni 1984 5 Wochen (insgesamt 6) \| 6 \| Chris de Burgh \| Man on the Line \| – \| \| 24. Juni 1984 – 30. Juni 1984 1 Woche (insgesamt 3) \| 3 \| (Soundtrack) \| Footloose \| – \| \| 1. Juli 1984 – 7. Juli 1984 1 Woche (insgesamt 6) \| 6 \| Chris de Burgh \| Man on the Line \| – \| \| 8. Juli 1984 – 14. Juli 1984 1 Woche (insgesamt 3) \| 3 \| (Soundtrack) \| Footloose \| – \| \| 15. Juli 1984 – 21. Juli 1984 1 Woche \| 1 \| Elton John \| Breaking Hearts \| – \| \| 22. Juli 1984 – 28. Juli 1984 1 Woche (insgesamt 3) \| 3 \| (Soundtrack) \| Footloose \| – \| \| 29. Juli 1984 – 29. September 1984 9 Wochen \| 9 \| Mike Oldfield \| Discovery \| – \| \| 30. September 1984 – 24. November 1984 8 Wochen \| 8 \| Sade \| Diamond Life \| – \| \| 25. November 1984 – 15. Dezember 1984 3 Wochen \| 3 \| Deep Purple \| Perfect Strangers \| – \| \| 16. Dezember 1984 – 22. Dezember 1984 1 Woche \| 1 \| Wham! \| Make It Big \| – \| \| 23. Dezember 1984 – 26. Januar 1985 5 Wochen \| 5 \| Rondò Veneziano \| Odissea Veneziana \| – \| |                                           |                                           |                                           |                           |
| ← 1983 |                                           |                                           |                                           | → 1985 →                  |
| Zeitraum | Wo. ges.                                  | Interpret                                 | Titel                                     | Zusätzliche Informationen |
| (Zeitraum, Wochen auf Platz eins, Interpret, Titel, zusätzliche Informationen) |                                           |                                           |                                           |                           |
| 25. Dezember 1983 – 21. Januar 1984 4 Wochen | 4                                         | Rondò Veneziano                           | Venezia 2000                              | –                         |
| 22. Januar 1984 – 28. Januar 1984 1 Woche | 1                                         | (Soundtrack)                              | Staying Alive                             | –                         |
| 29. Januar 1984 – 4. Februar 1984 1 Woche | 1                                         | London Symphony Orchestra                 | New Classic Rock                          | –                         |
| 5. Februar 1984 – 11. Februar 1984 1 Woche | 1                                         | Paul Young                                | No Parlez                                 | –                         |
| 12. Februar 1984 – 17. März 1984 5 Wochen | 5                                         | Nena                                      | ? (Fragezeichen)                          | –                         |
| 18. März 1984 – 28. April 1984 6 Wochen (insgesamt 7) | 7                                         | The Alan Parsons Project                  | Ammonia Avenue                            | –                         |
| 29. April 1984 – 5. Mai 1984 1 Woche | 1                                         | Barclay James Harvest                     | Victims of Circumstance                   | –                         |
| 6. Mai 1984 – 12. Mai 1984 1 Woche (insgesamt 7) | 7                                         | The Alan Parsons Project                  | Ammonia Avenue                            | –                         |
| 13. Mai 1984 – 19. Mai 1984 1 Woche | 1                                         | Gianna Nannini                            | Puzzle                                    | –                         |
| 20. Mai 1984 – 23. Juni 1984 5 Wochen (insgesamt 6) | 6                                         | Chris de Burgh                            | Man on the Line                           | –                         |
| 24. Juni 1984 – 30. Juni 1984 1 Woche (insgesamt 3) | 3                                         | (Soundtrack)                              | Footloose                                 | –                         |
| 1. Juli 1984 – 7. Juli 1984 1 Woche (insgesamt 6) | 6                                         | Chris de Burgh                            | Man on the Line                           | –                         |
| 8. Juli 1984 – 14. Juli 1984 1 Woche (insgesamt 3) | 3                                         | (Soundtrack)                              | Footloose                                 | –                         |
| 15. Juli 1984 – 21. Juli 1984 1 Woche | 1                                         | Elton John                                | Breaking Hearts                           | –                         |
| 22. Juli 1984 – 28. Juli 1984 1 Woche (insgesamt 3) | 3                                         | (Soundtrack)                              | Footloose                                 | –                         |
| 29. Juli 1984 – 29. September 1984 9 Wochen | 9                                         | Mike Oldfield                             | Discovery                                 | –                         |
| 30. September 1984 – 24. November 1984 8 Wochen | 8                                         | Sade                                      | Diamond Life                              | –                         |
| 25. November 1984 – 15. Dezember 1984 3 Wochen | 3                                         | Deep Purple                               | Perfect Strangers                         | –                         |
| 16. Dezember 1984 – 22. Dezember 1984 1 Woche | 1                                         | Wham!                                     | Make It Big                               | –                         |
| 23. Dezember 1984 – 26. Januar 1985 5 Wochen | 5                                         | Rondò Veneziano                           | Odissea Veneziana                         | –                         |

## Jahreshitparaden
| ← 1983 ← | Liste der Nummer-eins-Hits in der Schweiz | Liste der Nummer-eins-Hits in der Schweiz | Liste der Nummer-eins-Hits in der Schweiz | 1985 →   |
| \| Singles \| Position# \| Alben \| \| --------------------------------------------------------------------------------------------------------------- \| --------- \| --------------------------------------- \| \| Self Control Laura Branigan Musik: Giancarlo Bigazzi, Raffaele Riefoli; Text: Steve Piccolo \| 1 \| Thriller Michael Jackson \| \| Big in Japan Alphaville Musik: Marian Gold, Frank Mertens, Bernhard Lloyd; Text: Marian Gold \| 2 \| Man on the Line Chris de Burgh \| \| Such a Shame Talk Talk Mark David Hollis \| 3 \| The Works Queen \| \| Jenseits von Eden Nino de Angelo Christopher J. Evans Ironside, Kurt Gebegern \| 4 \| ? (Fragezeichen) Nena \| \| Hello Lionel Richie Lionel B. Richie \| 5 \| Discovery Mike Oldfield \| \| Relax Frankie Goes to Hollywood Musik: Peter Gill, William Johnson, Mark William O’Toole; Text: William Johnson \| 6 \| Private Dancer Tina Turner \| \| I Want to Break Free Queen John Richard Deacon \| 7 \| Can’t Slow Down Lionel Richie \| \| Wake Me Up Before You Go-Go Wham! George Michael \| 8 \| Ammonia Avenue The Alan Parsons Project \| \| Careless Whisper George Michael George Michael, Andrew J. Ridgeley \| 9 \| Footloose (Soundtrack) \| \| Self Control Raf Musik: Giancarlo Bigazzi, Raffaele Riefoli; Text: Steve Piccolo \| 10 \| Diamond Life Sade \| |                                           |                                           |                                           |          |
| ← 1983 |                                           |                                           |                                           | → 1985 → |
| Singles | Position#                                 | Alben                                     |                                           |          |
| Self Control Laura Branigan Musik: Giancarlo Bigazzi, Raffaele Riefoli; Text: Steve Piccolo | 1                                         | Thriller Michael Jackson                  |                                           |          |
| Big in Japan Alphaville Musik: Marian Gold, Frank Mertens, Bernhard Lloyd; Text: Marian Gold | 2                                         | Man on the Line Chris de Burgh            |                                           |          |
| Such a Shame Talk Talk Mark David Hollis | 3                                         | The Works Queen                           |                                           |          |
| Jenseits von Eden Nino de Angelo Christopher J. Evans Ironside, Kurt Gebegern | 4                                         | ? (Fragezeichen) Nena                     |                                           |          |
| Hello Lionel Richie Lionel B. Richie | 5                                         | Discovery Mike Oldfield                   |                                           |          |
| Relax Frankie Goes to Hollywood Musik: Peter Gill, William Johnson, Mark William O’Toole; Text: William Johnson | 6                                         | Private Dancer Tina Turner                |                                           |          |
| I Want to Break Free Queen John Richard Deacon | 7                                         | Can’t Slow Down Lionel Richie             |                                           |          |
| Wake Me Up Before You Go-Go Wham! George Michael | 8                                         | Ammonia Avenue The Alan Parsons Project   |                                           |          |
| Careless Whisper George Michael George Michael, Andrew J. Ridgeley | 9                                         | Footloose (Soundtrack)                    |                                           |          |
| Self Control Raf Musik: Giancarlo Bigazzi, Raffaele Riefoli; Text: Steve Piccolo | 10                                        | Diamond Life Sade                         |                                           |          |